# حسن الصواري
حسن الصواري ولد بمدينة سطات في 24 دجنبر 1984 ، لاعب كرة قدم مغربي يلعب في مركز مهاجم رفقة نادي الدفاع الحسني الجديدي
بدأ مشواره مع نادي النهضة السطاتية سنة 2002 حيث ظل معهم إلى حدود 2004 حيث لعب لنادي أولمبيك خريبكة وتألق رفقته ليجلب إليه أنظار نادي إيستر الفرنسي الذي جاوره موسم 2006-2007 حيث سجل له 3 أهداف في 23 مباراة ليعود بعد ذلك إلى نادي أولمبيك خريبكة الذي لعب له من 2007 حتى 2009 خلال هذه الفترة تمت إعارته إلى نادي باكو الأذريبدجاني في موسم 2008-2009 ، ليلعب لنادي حتا الإماراتي في فترة قصيرة خلال موسم 2009-2010 قبل أن يعود إلى المغرب لمجاورة أولمبيك أسفي من 2009 إلى 2011 حيث بعد ذلك انتقل في موسم 2010-2011 إلى نادي الرجاء الرياضي ليوقع في غشت 2012 لنادي النهضة البركانية ، وفي 2013 انتقل للدفاع الجديدي
لعب الصواري مقابلتين دوليتين مع المنتخب المغربي الأول وسجل هدف واحد كان ذلك سنة 2006

## معلومات إضافية
أولمبيك خريبكة
- سجل هدف في كأس الكاف مع أولمبيك خريبكة سنة 2006
- سجل هدف في كأس الكاف مع أولمبيك خريبكة سنة 2008
- سجل 7 أهداف في الدوري المغربي مع أولمبيك خريبكة موسم 2007-2008

حتا الإماراتي
- سجل 3 أهداف في كأس الاتحاد الإماراتي سنة 2009
- سجل هدف في مسابقة كأس رئيس دولة الإمارات سنة 2009

أولمبيك أسفي 
- سجل 6 أهداف في 28 مباراة في الدوري المغربي من 2009 حتى يناير 2011

 الرجاء البيضاوي
- سجل 5 أهداف في 26 مباراة في الدوري المغربي من يناير 2011 إلى 2012
- سجل هدف في 8 مباريات في دوري أبطال أفريقيا 2011

 المنتخب المغربي 
سجل هدف في مبارتين دوليتين أولها كانت ضد مالي في مباراة ودية في 28 ماي 2006 ، أما هدف الأول فجاء في المباراة الودية ضد الغابون في 16 نونبر 2006 والتي انتهت بفوز المغرب 6-0 .

## روابط خارجية
- حسن الصواري على موقع رابطة كرة القدم الفرنسية للمحترفين (الإنجليزية)
- حسن الصواري على موقع قاعدة بيانات كرة القدم.إي يو (الإنجليزية)
- حسن الصواري على موقع ناشيونال فوتبول تيمز (الإنجليزية)